# Mesosmittia
Mesosmittia is een muggengeslacht uit de familie van de Dansmuggen (Chironomidae).

## Soorten
- M. acutistylus Saether, 1985
- M. flexuella (Edwards, 1929)
- M. lobiga Saether, 1985
- M. mina Saether, 1985
- M. patrihortae Saether, 1985
- M. prolixa Saether, 1985
- M. tora Saether, 1985